# Acer phlebanthum
Acer phlebanthum é uma espécie de árvore do gênero Acer, pertencente à família Aceraceae.